# Smendes II
Smendes II, hay Nesbanebdjed II, là một Đại tư tế của Amun tại Thebes vào thời kỳ Ai Cập cổ đại. Ông đã cai trị vùng Thebes trong thời gian rất ngắn, khoảng từ năm 992 TCN đến 990 TCN.

## Thân thế
Smendes II là một trong số những người con trai được chứng thực của Đại tư tế, lãnh chúa Menkheperre và công chúa Isetemkheb C (con gái của Pharaon Psusennes I). Smendes kế vị cha cai trị Thebes, song song với Pharaon Amenemope ở phía bắc Ai Cập.
Smendes kết hôn với một người chị em gái là Henuttawy C, sinh ra con gái là Isetemkheb E. Một người vợ khác của ông tên là Takhentdjehuti (hoặc Tahenutdjehuti) sinh ra con gái Neskhons. Neskhons kết hôn với người chú/bác là Đại tư tế Pinedjem II (tức anh em của Smendes) và sinh được 4 người con.
Vì Smendes không có con trai nối dõi nên Pinedjem II kế vị người anh em của mình.

## Chứng thực
Smendes II cùng vương phi Henuttawy C và con gái Isetemkheb E được nhắc đến qua những dòng chữ trên tường đền Karnak. Những dòng chữ đó khẳng định, Henuttawy là chị/em, đồng thời là vợ của Smendes, và bà mang những danh hiệu cao quý của một Chánh cung.
Pharaon Psusennes I, người vừa là ông ngoại, vừa là chú bác với Smendes II (Psusennes I là anh em ruột với Menkheperre, đều là con của lãnh chúa Pinedjem I). Khi Psusennes qua đời, Smendes đã viếng tặng ông 2 cặp vòng tay, được tìm thấy trên xác ướp của Psusennes I. Cặp vòng tay thứ nhất ghi tên và vương hiệu Psusennes trên một chiếc vòng, cái còn lại ghi rằng "Viếng tặng bởi Đại tư tế của Amun, Smendes"; cặp vòng còn lại chứng thực rằng, Smendes là con của Menkheperre.
Một xác ướp ở Deir el-Bahari được chôn cùng những đôi hoa tai có khắc tên Smendes và những chiếc móc gài khắc tên Pharaon Amenemope, chứng tỏ 2 người đã cùng cai trị song song. Nhiều chiếc móc gài khác cũng có khắc tên Smendes, thuộc về một xác ướp hiện được lưu giữ tại Bảo tàng Berlin.
Ngoài ra, một bức tượng đồng nằm trong bộ sưu tập Warocqué được trưng bày ở Bảo tàng Hoàng gia Mariemont (Morlanwelz, Bỉ) cũng khắc tên Smendes, nhưng không rõ là Smendes II hay Smendes III.